# Carl Kleman (ingenjör)

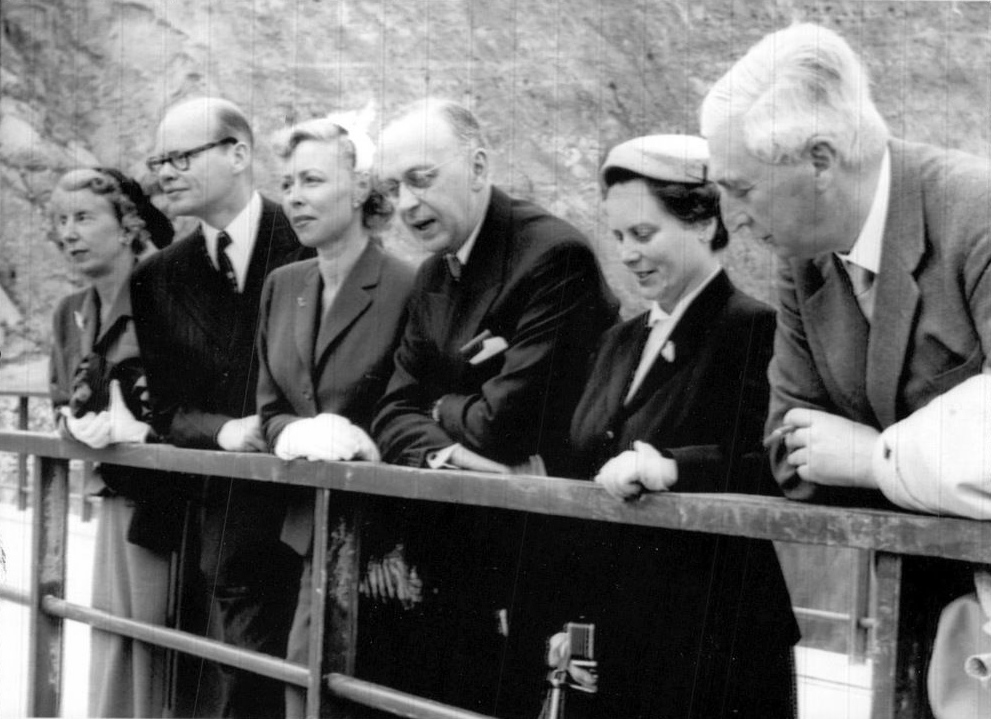
Carl Kleman (längst till höger) betraktar öppnandet av vattenkraftverket i Svarthålsforsen tillsammans med landshövding Anders Tottie (mitten), juni 1955.

Carl Fredrik Kleman, född 2 juli 1887 i Göteborg, död 29 juli 1975 i Adolf Fredriks församling, Stockholm, var en svensk väg- och vattenbyggnadsingenjör. Han var far till Bengt Kleman.
Efter examen från Kungliga Tekniska högskolan 1910, var Kleman anställd vid Göteborgs hamnstyrelse 1910–1911, AB Vattenbyggnadsbyrån 1911–1914 och 1916–1922, Hydro-Electric Power Commission of Ontario i Toronto 1914, Bowing & Co Ltd i London 1914, Conservancy Works of Kwantung i Guangzhou 1915–1916, redaktör för Teknisk Tidskrift 1923–1935, sekreterare i Svenska vattenkraftföreningen 1922–1935 (biträdande 1918), direktör för Stockholms gas- och elektricitetsverk 1935–1949, Stockholms elektricitetsverk 1950–1952, verkställande direktör för AB Svarthålsforsen 1935–1959 och Lanforsens Kraft AB 1952–1964.
Kleman var styresman i Svenska träforskningsinstitutet 1953–1957, ledamot av Stockholms stadsfullmäktige 1927–1935 (höger), blev styrelseledamot i Krångede AB 1935 (ordförande där 1945–1963), Dalälvens vattenregleringsföretag 1935–1954, i Indalsälvens regleringsförening 1935–1964, ordförande i Svenska elektricitetsverkens ekonomiska förening 1935–1955, i Sveriges tekniska industris skiljedomsinstitut 1937–1955, i Svenska Elverksföreningen 1939–1956, i Svenska vattenkraftföreningen 1941–1957, i Sveriges standardiseringskommission (SIS) 1954–1956, ledamot av 1929 års sakkunniga rörande den tekniska högskoleundervisningens ordnande, av 1930 års trafikkommitté i Stockholm, av 1932 års spårvägskommitté, av industrikommissionen 1942, av 1945 års vattenlagssakkunniga och styrelseledamot i AB Atomenergi 1947–1958. Han tilldelades även ingenjörsuppdrag i Burma, Angola och Ural. Kleman är begravd på Norra begravningsplatsen utanför Stockholm.